# Sins
Sins is een gemeente en plaats in het Zwitserse kanton Aargau en maakt deel uit van het district Muri.
Sins telt 4.179 inwoners.